# ヴィンフリート・ツィリヒ
ヴィンフリート・ペトルス・イグナツィウス・ツィリヒ（Winfried Petrus Ignatius Zillig, 1905年4月1日 - 1963年12月18日）は、ドイツの指揮者、作曲家。

## 生涯
ヴュルツブルクの生まれ。
地元で法学と音楽を学び、ヘルマン・ツィルヒャーの薫陶を受けた。その後、ウィーンに行ってアルノルト・シェーンベルクに個人的に教えを受けた。1927年にベルリン国立歌劇場でエーリヒ・クライバーの助手を務めた後、オルデンブルク州立劇場の練習指揮者となった。1932年から1937年までデュッセルドルフ歌劇場の指揮者を務め、エッセン歌劇場の指揮者陣にも名を連ねた。1940年代はポズナンの歌劇場で活動し、第二次世界大戦後はデュッセルドルフ歌劇場の第1カペルマイスターとなった。1947年から1951年までヘッセン放送交響楽団の首席指揮者を務め、1959年から北ドイツ放送の音楽部門で勤務した。
作曲家としてもオペラや歌曲、映画音楽等を手掛けている。恩師のシェーンベルクが遺した未完のオラトリオ『ヤコブの梯子』のオーケストレーションも手掛けた。
ハンブルクにて死去。

## 脚註
1. ↑  Discog
2. ↑  Winfried Zillig // IMDb